# Kasseler Verkehrs- und Versorgungs-GmbH
Die Kasseler Verkehrs- und Versorgungs-GmbH (KVV) ist eine Unternehmensholding der Stadt Kassel, in der die Stadt 1987 ihre Versorgungsunternehmen zusammengefasst hat. Der Sitz des Konzerns ist Kassel (Hessen, Deutschland).
Die KVV versorgt über ihre Tochterunternehmen die Menschen in der Stadt Kassel mit Gas, Strom, Wasser, Fernwärme, ÖPNV, Telekommunikationsdienstleistungen und betreibt im Auftrag der Stadt Kassel die Schwimmbäder. Durch den Betrieb des Müllheizkraftwerkes Kassel ist die Holding auch in der Entsorgung tätig.
2016 betrug die Bilanzsumme des Konzerns 937,9 Mio. Euro.

## Beteiligungen
Folgende Beteiligungen unterhält die Kasseler Verkehrs- und Versorgungs-GmbH:
| Firma                                                | Eigenbeteiligungen [%] | Firma                                | Fremdbeteiligungen [%] |
| ---------------------------------------------------- | ---------------------- | ------------------------------------ | ---------------------- |
| Städtische Werke AG                                  | 75,1                   | Thüga AG                             | 24,9                   |
| Städtische Werke Netz + Service GmbH                 | -                      | Städtische Werke AG                  | 100                    |
| Städtische Werke Intelligent Messen GmbH             | –                      | Städtische Werke Netz + Service GmbH | 100                    |
| Städtische Werke Energie + Wärme GmbH                | 5,1                    | Städtische Werke AG                  | 94,9                   |
| Müllheizkraftwerk Kassel GmbH                        | 97,5                   | Stadt Kassel                         | 2,5                    |
| Kasseler Verkehrs-Gesellschaft AG                    | 93,5                   | Stadt Kassel                         | 6,5                    |
| KVV Verkehrsgesellschaft Nordhessen GmbH             | 100                    | –                                    | –                      |
| Regionalbahn Kassel GmbH                             | -                      | Kasseler Verkehrs-Gesellschaft AG    | 50                     |
| RegioTram Gesellschaft mbH                           | –                      | Kasseler Verkehrs-Gesellschaft AG    | 50                     |
| Netcom Kassel Gesellschaft für Telekommunikation mbH | 50                     | –                                    | –                      |
| Kasseler Entsorgungsgesellschaft mbH                 | 50,0                   | Stadt Kassel                         | 50,0                   |
| items GmbH                                           | 23,1                   | items GmbH                           | 76,9                   |